# Station Althorpe
Althorpe is een station van National Rail in North Lincolnshire in Engeland. Het station is eigendom van Network Rail en wordt beheerd door Northern Rail. 